# Per-Arne Berglund
Per-Arne Berglund (Suecia, 20 de enero de 1927-6 de enero de 2002) fue un atleta sueco especializado en la prueba de lanzamiento de jabalina, en la que consiguió ser subcampeón europeo en 1950.

## Carrera deportiva
En el Campeonato Europeo de Atletismo de 1950 ganó la medalla de plata en el lanzamiento de jabalina, alcanzando loa 70.06 metros, siendo superado por el finlandés Toivo Hyytiäinen (oro con 71.26 m) y por delante de su paisano sueco Ragnar Ericzon (bronce con 69.82 metros).